# Králíčkův kopec
Králíčkův kopec (330 m n. m.) je vrch v okrese Náchod Královéhradeckého kraje. Leží asi 1,3 km východně od obce Bohuslavice na jejím katastrálním území.

## Geomorfologické zařazení
Geomorfologicky vrch náleží do celku Orlická tabule, podcelku Úpsko-metujská tabule a okrsku Bohuslavická tabule.
Podle podrobnějšího členění Balatky a Kalvody náleží vrch do okrsku Novoměstská tabule a Bohuslavická tabule je v něm pouze podokrsek.